# Deuteromycota
Os Deuteromycota, deuteromicetos ou fungos conidiais é um filo com os chamados fungos imperfeitos, pois se reproduzem somente por esporos (conídias e clamidosporos) formados por mitose (esporos assexuais) ou ainda não se conhece seu ciclo sexuado. Porém, "imperfeitos" é uma denominação errônea sob ótica evolutiva e também pela importância humana destes fungos. Penicillium são fungos importantes na produção de queijos e antibióticos.  Aspergillus é responsável pela contaminação de alimentos como trigo e amendoim, principalmente em países tropicais, e na confecção de vários produtos de uso humano, entre eles o saquê. Dermatófitos são fungos conidiais causadores de doenças de pele humanas. Apesar de Deuteromycota, os exemplos acima, como muitos outros (ver abaixo) são considerados Ascomycota.
Deuteromycota não é um táxon monofilético, ou seja, não reune espécies descendentes de um único ancestral comum, e não é portanto um táxon natural.
Muitos dos fungos deuteromicetos estão 'esperando' para que possam ser classificados em um dos outros quatro filos (quitrídios - Chytridiomycota, zigomicetos, ascomicetos ou basidiomicetos). 
Como o ciclo sexuado de cada um deles ainda não foi demonstrado, ou não existe, ou não foi usado para classificação ainda, eles ainda se mantêm no filo. À medida que é descoberto o ciclo sexuado, ou quando o estudo é feito por comparação do material genético, principalmente DNA, as espécies vão sendo colocadas, pelo menos em tese, em seus devidos lugares.  
Supõe-se que a maioria dos Deuteromycota são Ascomycota, e que há Basidiomycota e Zygomycota em número bem pequeno.
Isso é deduzido pelo fato de a maioria possuir hifa septada. Os fungos septados são, em geral, Ascomycota ou Basidiomycota. O septo de muitos é simples (não há septo doliporo nem parentossomos, como em muitos - mas não todos - Basidiomycota).
A dúvida não pode ser resolvida apenas morfologicamente, como se vê. A maioria deles, ainda, se reproduz por conídios (esporos assexuais externos a esporângios, originados das células conidiogênicas, que são hifas especializadas neste processo), característica que abrange Zygomycota, Ascomycota e Basidiomycota. Só não são observados conídios nos Glomeromycota e Chytridiomycota.